# Середньосибірське плоскогір'я
Середньосибі́рське плоскогі́р'я — обширне плоскогір'я в центральній частині Північної Азії, в межах Якутії, Красноярського краю і Іркутської області Росії. В основі Плоскогір'я лежить Сибірської платформа. Корисних копалин тут переважно їх немає. Проте в північно-західній частині є нікелеві руди, мідні руди та кам'яне вугілля. На деяких ділянках плоскогір'я наявні алмази, залізні руди[джерело?].
Обмежено на півдні горами Східного Саяну, Прибайкалля і Північного Забайкалля, на заході — Західносибірською низовиною, на півночі і сході Північносибірською низовиною і Центральноякутською низовиною.
Площа близько 1,5 млн. км². Розташована в межах Сибірської платформи. Середня висота плоскогір'я 500—700 м.

## Клімат
Клімат різко континентальний, з холодною (середня температура січня від —20 °С на південному заході до —44 °С на північному сході) і тривалою зимою і теплим (середня температура липня від 12 °C на півночі до 20 °C на півдні) літом. Опадів випадає від 200—350 мм на сході до 400—500 мм на заході (на плато Путорана до 700—800 мм) на рік.

## Топоніми Середньосибірського плоскогір'я

### Височини
- Вілюйське плато
- плато Путорана
- Сиверма плато
- Анабарське плато
- Лено-Ангарське плато
- Єнісейський кряж
- Вілюйське плато
- Тунгуське плато[en]
- Приленське плато

### Річки
- Нижня Тунгуска
- Підкамена Тунгуска
- Ангара
- Лена
- Вілюй
- Анабар
- Оленьок
- Куди
- Хатанга
- Тюнг

### Западини
- Канська
- Іркутсько-Черемховська

### Лісостепи
- Красноярський лісостеп
- Канський лісостеп
- Балаганські степи